# 王台明
王台明（？—？），號岵齊，浙江宁波府慈溪县人，明朝政治人物。

## 生平
崇祯三年（1630年）庚午科浙江乡试举人，崇祯十三年（1640年）庚辰科進士，工部观政，官浦城县知县。

## 家族
父王恭己，万历十九年举人，官同知。